# Souris de Sumatra
Mus crociduroides
Espèce
Statut de conservation UICN

 DD  : Données insuffisantes
La Souris de Sumatra (Mus crociduroides ou Mus (Coelomys) crociduroides ) est une espèce de rongeurs de la famille des Muridae.